# Scaridae

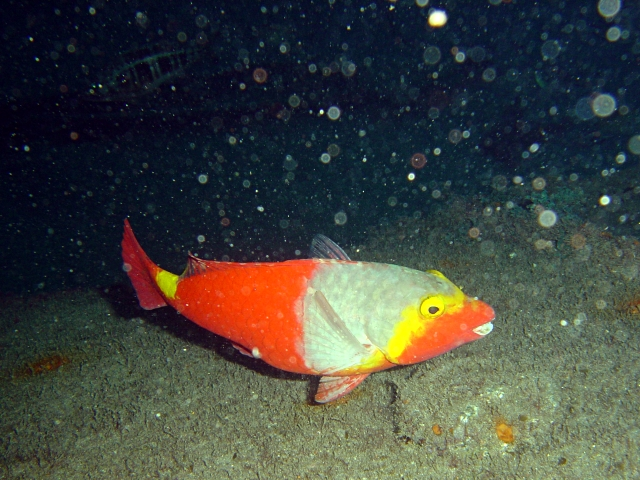
Sparisoma cretense

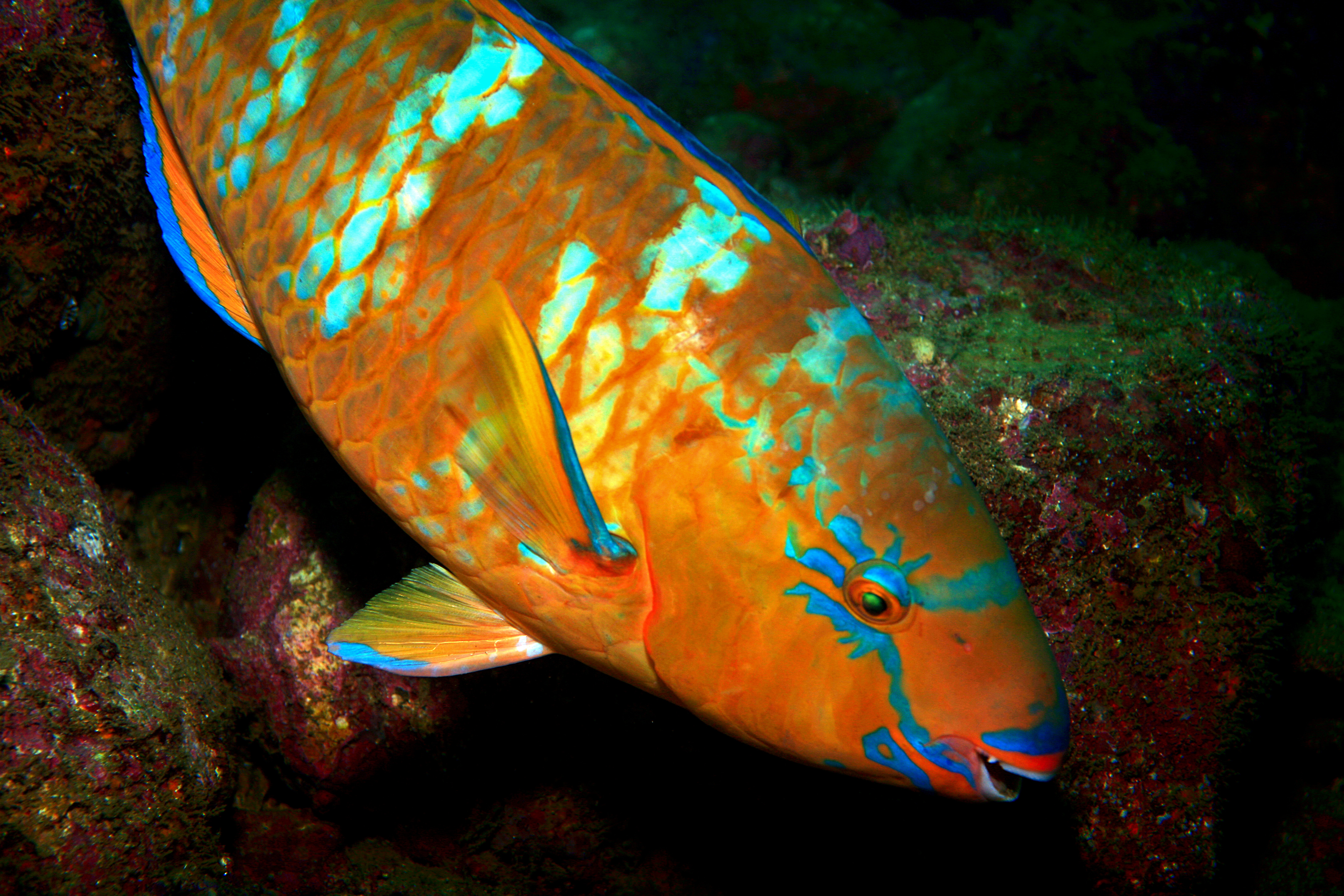
Scarus ghobban

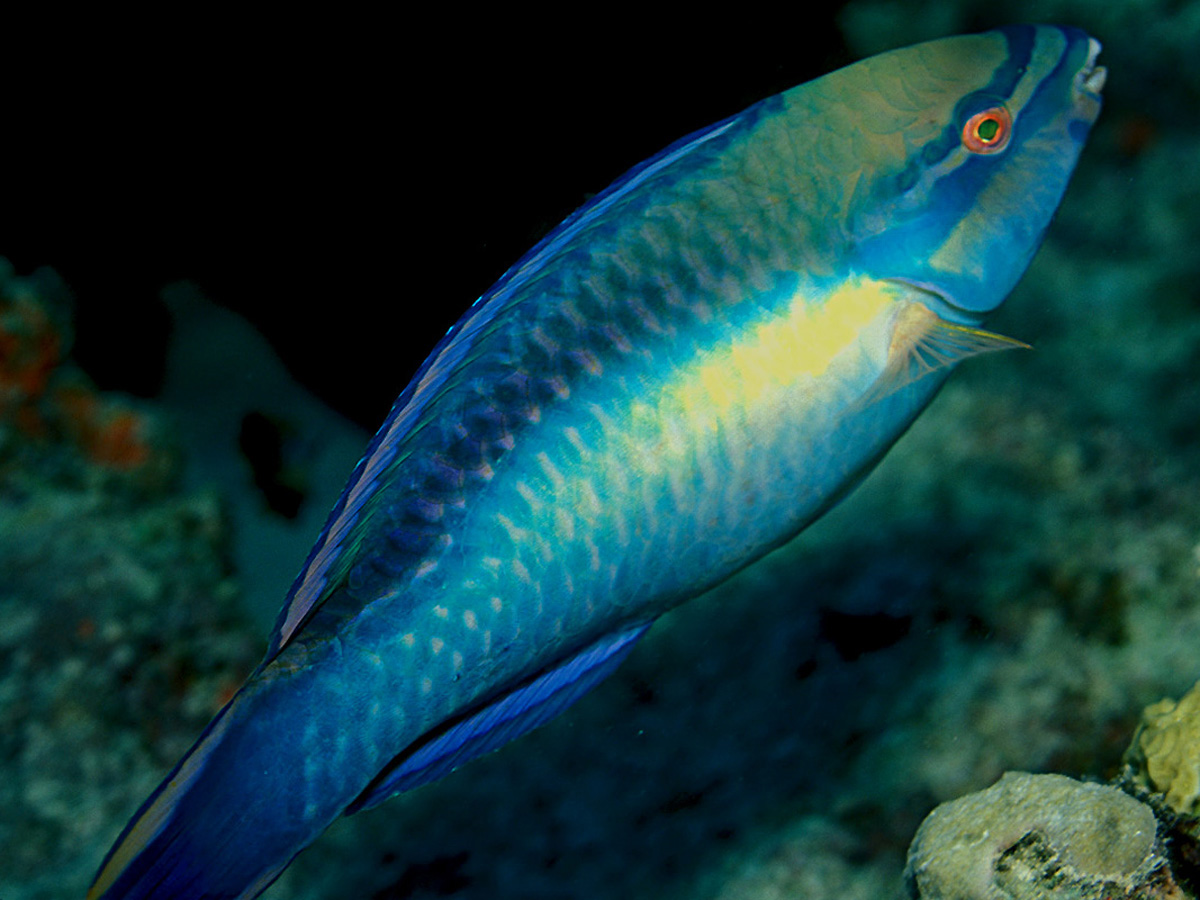
Scarus taeniopterus

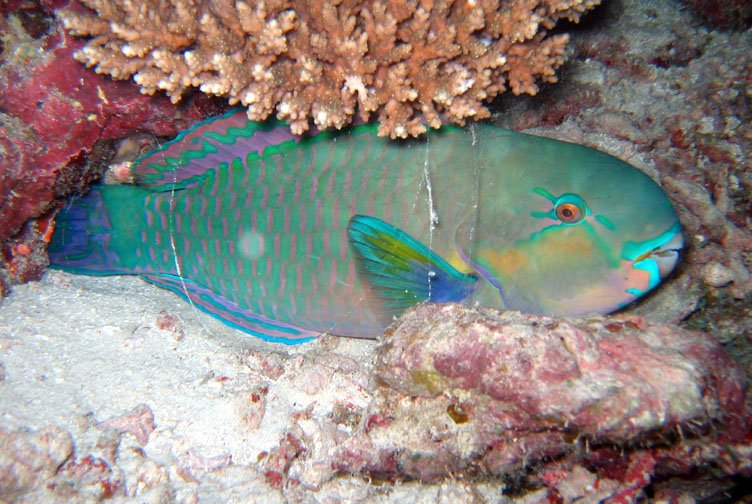
Chlorurus sordidus

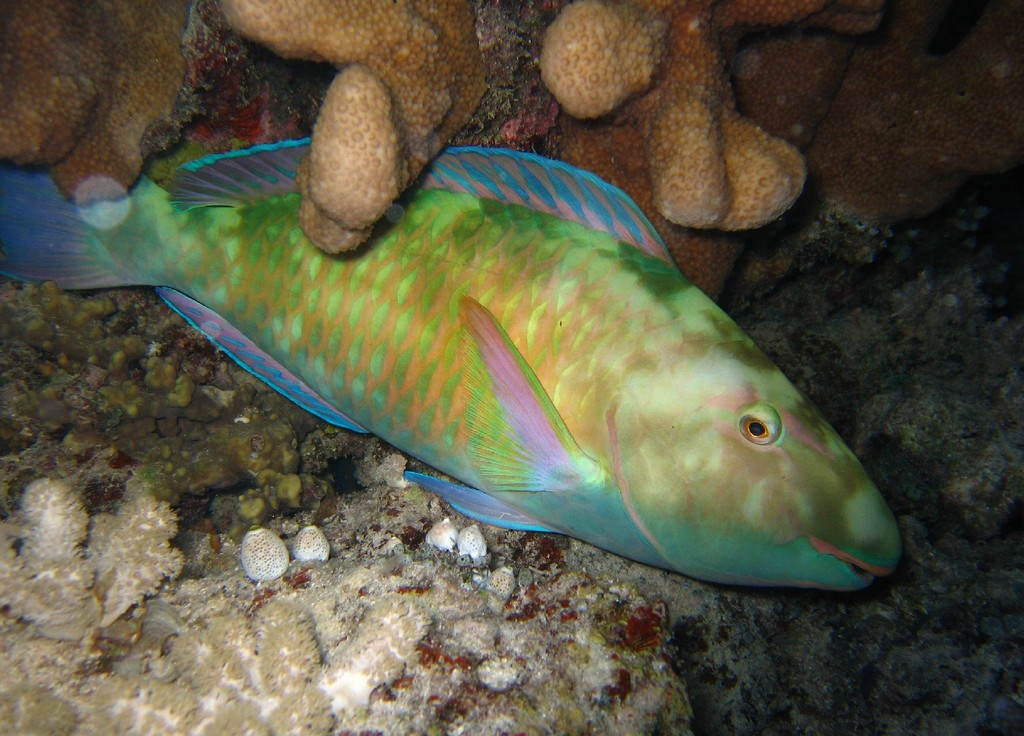
Hipposcarus longiceps

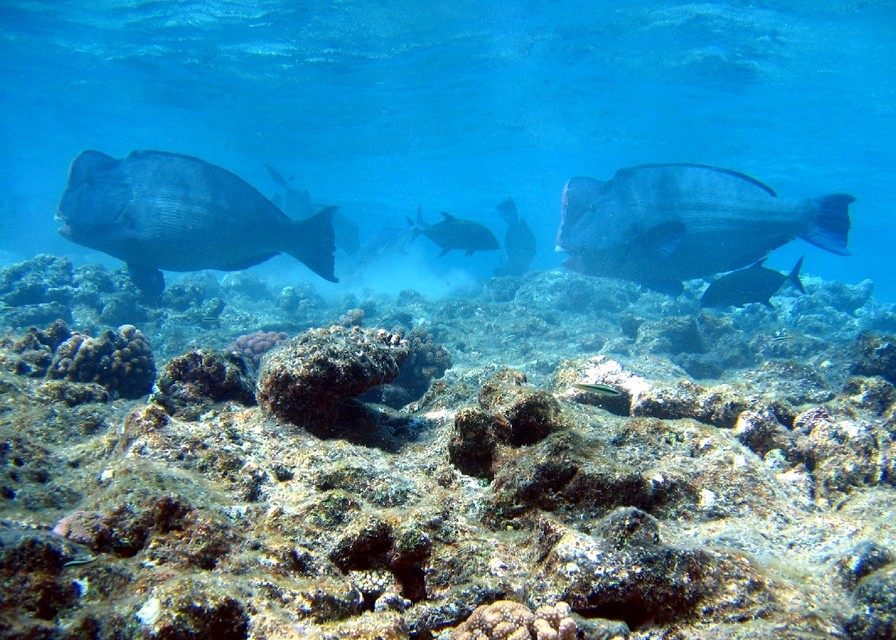
Bolbometopon muricatum

Gli scaridi (Scaridae) sono una famiglia di pesci di mare dell'ordine Perciformes. 

## Distribuzione e habitat
Sono presenti in tutti i mari tropicali e subtropicali, compreso il mar Mediterraneo, dove si trova la specie Sparisoma cretense (e da qualche anno, nella parte orientale, anche la specie Scarus ghobban, migrante lessepsiano penetrato dal Mar Rosso attraverso il Canale di Suez).

Vivono in acque costiere, prevalentemente nei pressi di barriere coralline.

## Descrizione
Caratteristica inconfondibile dei pesci di questa famiglia sono i denti fusi a formare un robusto becco simile a quello dei pappagalli. Altri denti sono posti sulla faringe. Il corpo è abbastanza tozzo ed a sezione cilindrica, simile a quello dei labridi dei generi Labrus o Symphodus. Le scaglie sono grandi. La pinna dorsale è unica, per circa metà composta da raggi spinosi. La pinna anale ha 3 raggi spinosi. La pinna caudale spesso ha due piccoli lobi appuntiti. Pinne pari abbastanza grandi.
I colori di solito sono molto vivaci e variano tra i sessi e le fasi vitali complicando non poco la classificazione.
Le dimensioni sono varie, la specie più grande è Bolbometopon muricatum dell'Indo-Pacifico che raggiunge i 130 cm.

## Biologia
Alcune specie producono un sacco mucoso protettivo al cui interno passano la notte.

### Alimentazione
Questi pesci si nutrono di alghe incrostanti e polipi corallini dell'epi- ed infauna (alcuni sono pertanto corallivori). Questi pesci nell'alimentarsi triturano grandi quantità di roccia e corallo che passa attraverso il tubo digerente e fuoriesce dall'ano sotto forma di sabbia finissima. Gli Scaridae sono tra i più efficienti agenti dell'erosione delle barriere coralline.

### Riproduzione
Le uova sono pelagiche. Questi pesci sono soggetti al cambiamento di sesso, ma solo in circa la metà degli individui.

## Pesca
Presentano una certa importanza nella pesca commerciale di molte zone tropicali.

## Acquariofilia
Nonostante i loro splendidi colori e le dimensioni idonee di diverse specie questi pesci non sono comuni negli acquari domestici perché richiedono come cibo grandi quantità di coralli vivi ed alghe incrostanti fresche, di reperimento molto difficile.

## Curiosità
Le spiagge dei mari tropicali con la tipica sabbia bianca finissima, quasi come fosse farina, sono dovute proprio all'enorme lavoro che il pesce pappagallo fa nel raschiare i coralli.

## Tassonomia
- Bolbometopon
- Calotomus
- Cetoscarus
- Chlorurus
- Cryptotomus
- Hipposcarus
- Leptoscarus
- Nicholsina
- Scarus
- Sparisoma